# Фундаментальні взаємодії
Фундамента́льні взаємоді́ї або Фундаментальні сили — різні типи взаємодії, що не зводяться одна до одної, елементарних частинок і складених з них тіл.

## Загальна характеристика
На сьогодні достовірно відоме існування чотирьох фундаментальних взаємодій: гравітаційної, електромагнітної, сильної і слабкої взаємодій. Ведуться пошуки інших типів взаємодій, як в явищах мікросвіту, так і на космічних масштабах, проте поки існування якого-небудь іншого типу взаємодії не знайдено.
У фізиці причиною зміни руху тіл є сила (див. другий закон Ньютона). Досліджуючи навколишній світ, можна помітити чимало найрізноманітніших сил: сила тяжіння, сила натягу нитки, сила стиснення пружини, сила, що виникає під час зіткнення тіл, сила тертя, сила опору повітря, сила вибуху і т. д. Проте як тільки була з'ясована атомарна структура речовини, стало зрозуміло, що вся різноманітність цих сил є результатом взаємодії атомів один з одним. Оскільки атоми взаємодіють переважно через електростатичну взаємодію електронних оболонок, то, як виявилося, всі ці сили — лише різні прояви електромагнітної взаємодії. Єдиний виняток — сила тяжіння, причиною якої є гравітаційна взаємодія між двома тілами, що мають масу.
Фундаментальні взаємодії з'явилися завдяки спонтанному порушенню симетрії в перші моменти існування Всесвіту. Сучасні космологічні теорії розглядають еволюцію Всесвіту, починаючи з так званого планківського моменту, 5,4×10−44с. Після цього єдине поле, що посідало найбільшу симетрію, розпалось, і від нього відділилась гравітація.
Інтервал 10−43÷10−36с відповідає епосі Великого об'єднання трьох інших взаємодій — сильної, слабкої й електромагнітної. Після цього відокремлюється сильна, а в момент 10−10 с розділяються електромагнітна і слабка взаємодії (тобто, руйнується електрослабка симетрія).

## Історія вивчення
До початку XX століття з'ясувалося, що всі відомі до того моменту сили зводяться до двох фундаментальних взаємодій: електромагнітної та гравітаційної.
У 1930-ті роки з'ясувалося, що атоми містять всередині себе ядра, які своєю чергою складаються з нуклонів (протонів та нейтронів). Ясно, що ні електромагнітні, ні гравітаційні взаємодії не можуть пояснити, що утримує нуклони в ядрі. Було постульовано існування нової фундаментальної взаємодії: сильної взаємодії. Проте надалі виявилося, що і вона здатна пояснити не всі явища в мікросвіті, зокрема, не було зрозуміло, що примушує розпадатися вільний нейтрон. Так було постульовано існування слабкої взаємодії, і як виявилося, цього достатньо для опису всіх взаємодій, що дотепер спостерігалися в мікросвіті.

### Створення єдиної теорії фундаментальних взаємодій
Першою з теорій взаємодій стала теорія електромагнетизму, створена Максвеллом у 1863 році. Потім у 1915 році Ейнштейн сформулював загальну теорію відносності, що описує гравітаційне поле. З'явилася ідея побудови єдиної теорії фундаментальних взаємодій (яких на той момент було відомо тільки дві), подібно до того, як Максвеллу вдалося створити загальний опис електричних і магнітних явищ. Така єдина теорія об'єднала б гравітацію й електромагнетизм як часткові прояви деякої єдиної взаємодії.
Протягом першої половини XX століття ряд фізиків зробили численні спроби створення такої теорії, проте жодної повністю задовільної моделі висунуто не було. Це, зокрема, пов'язано з тим, що загальна теорія відносності й теорія електромагнетизму різні по своїй суті. Тяжіння описується викривленням простору-часу, і в цьому значенні гравітаційне поле нематеріальне, тоді як електромагнітне поле є матерією.
У другій половині XX сторіччя задача побудови єдиної теорії ускладнилася необхідністю внесення в неї слабкої і сильної взаємодій, а також теорії квантування.
У 1967 році Саламом і Вайнбергом була створена теорія електрослабкої взаємодії, що об'єднала електромагнетизм і слабкі взаємодії. Пізніше в 1973 році була запропонована теорія сильної взаємодії (квантова хромодинаміка). На їхній основі була побудована Стандартна модель елементарних частинок, що описує електромагнітну, слабку і сильну взаємодії.
Експериментальна перевірка Стандартної моделі полягає у виявленні передбачених нею частинок та їхніх властивостей. Зараз відкриті всі елементарні частинки Стандартної моделі.
Таким чином, в наш час[коли?] фундаментальні взаємодії описуються двома загальноприйнятими теоріями: загальною теорією відносності і Стандартною моделлю. Їхнього об'єднання поки досягти не вдалося через труднощі створення квантової теорії гравітації. Для подальшого об'єднання фундаментальних взаємодій використовуються різні підходи: теорії струн, петльова квантова гравітація, теорії бран, а також перспективна М-теорія.